# Residenzrezessvertrag
Der Residenzressvertrag, auch kurz Residenzrezess genannt, markiert den Beginn der heutigen Hauptstadt-Funktion von Hannover in der ersten Hälfte des 17. Jahrhunderts. Der „Vertrag“ wurde im Rahmen der Residenznahme der Stadt durch den Landesherrn im Jahr 1636 als ein in Form und Inhalt einseitiges Willensdekret formuliert, gegen das sich der um seine Unabhängigkeit fürchtende Rat der Stadt vergeblich gewehrt hatte.

## Geschichte und Beschreibung
Im Verlauf des Dreißigjährigen Krieges erließ Herzog Georg von Calenberg im Rahmen seiner Residenznahme am 18. Februar 1639 seinen einseitig formulierten Rezess, durch dessen Unterzeichnung durch die Stadt und den Herzog das gegenseitige Miteinander geregelt wurde. Der Vertrag bestätigte zwar die schon vorhandenen Rechte und Freiheiten der Stadt, ihrer Zünfte, Gilden und Kirchen, jedoch mit dem Zusatz „wan nur kein Missbrauch mit einläufft“; ein für die Zukunft auslegungsfähiger Vorbehalt durch den Fürsten.
Durch den Vertrag konnte die Stadt zunächst ihre Gerichtsbarkeit in „bürgerl.“ und „peinl.“ Sachen behalten. Davon ausgenommen waren jedoch die Bediensteten des Hofstaates, deren Anzahl ausdrücklich nicht begrenzt war. Sie mussten nicht das Bürgerrecht erwerben und auch keine - städtischen - Steuern zahlen, obwohl ihnen das Braurecht zugesprochen wurde.
Als Standort des zu erbauenden Schlosses wurde das Gelände des früheren Klosters der Minoriten bestimmt, auf dem sich bis dahin unter anderem das städtische Zeughaus, zwei Armenhäuser sowie eine Jungen- und eine Mädchenschule befanden. Zudem wurden 16 an das Klostergelände angrenzende Grundstücke enteignet.

## Archivalien
Das Original des Residenzressvertrages findet sich im Stadtarchiv Hannover.